# Section des Gravilliers
Pour les articles homonymes, voir Gravilliers.
La section des Gravilliers était, sous la Révolution française, une section révolutionnaire parisienne.

## Représentants
Elle était représentée à la Commune de Paris par :
- Jean-Claude Girardin, né à Paris en 1746, éventailliste demeurant 28, rue Transnonain. Officier municipal, il est guillotiné le 11 thermidor an II (29 juillet 1794) pour sa conspiration contre la Convention nationale.
- Claude Jonquois, né à Massiac (Cantal) en 1750, tabletier demeurant 15, rue Jean-Robert. Commissaire à la vérification des comptes des membres de la Commune, il est guillotiné le 11 thermidor an II pour conspiration contre la Convention nationale.
- André Greppin, né en 1750, bijoutier demeurant enclos Saint-Martin, 72, place de la Justice (en l'an III 28, rue des Fontaines). Commissaire trésorier, il était gardien des effets déposés à l'Hôtel de Ville. D'abord soupçonné d’avoir participé à la conspiration contre la Convention nationale, il est finalement libéré.

## Historique
Cette section est célèbre dans les annales de la Révolution française, amadouée après l’élimination de son animateur, l’abbé Jacques Roux.

## Territoire
Le territoire couvre à peu près le quartier des Arts-et-Métiers actuel. Il était limité par :
- au nord, le boulevard Saint-Martin, de la porte Saint-Martin à la porte du Temple (à l'emplacement de la place de la République actuelle),
- à l'est, la rue du Temple,
- au sud, les rues Chapon et du Cimetière-Saint-Nicolas (aujourd'hui intégrée dans la rue Chapon),
- à l'ouest, la rue Saint-Martin.

À l'intérieur se trouvaient les rues Meslée, Neuve-Saint-Martin (aujourd'hui intégrée dans la rue Notre-Dame-de-Nazareth), du Vert-Bois, Neuve-Saint-Laurent, de la Croix (aujourd'hui rue Volta), des Fontaines, Phelipeaux (aujourd'hui intégrée dans la rue Réaumur), des Vertus, de Rome (aujourd'hui partie de la rue au Maire), Aumaire (aujourd'hui au Maire), Jean-Robert (aujourd'hui intégrée dans la rue des Gravilliers), etc., et généralement tous les rues, culs-de-sac, places, etc., enclavés dans cette limite.

## Local
La section des Gravilliers se réunissait dans l’église Saint-Martin-des-Champs, 270 rue Saint-Martin.

## Population
La section la plus populeuse de Paris. La section des Gravilliers comptait 27 800 habitants, dont 4 700 ouvriers et 1 616 économiquement faibles. La section comprenait 3 300 citoyens actifs.

## 9 Thermidor an II
Lors de la chute de Robespierre, le 9 thermidor an II (27 juillet 1794), la section des Gravilliers resta fidèle à la Convention, sauf deux représentants de cette section qui prêtèrent serment à la Commune de Paris. 
Rapport d’Edme-Bonaventure Courtois :

« La section des Gravilliers s’est très bien conduite. Sa force armée s’est portée la première sur le repaire des conspirateurs. Le Comité révolutionnaire n’a pas balancé un instant à se rallier à la Convention. Le Comité civil a suivi dans sa marche une route tortueuse. Deux de ses commissaires ont par leurs signatures participé aux mouvements des rebelles et n’ont rétracté que conditionnellement cette signature lors de leur retour à la section. »

## Évolution
Après le regroupement par quatre des sections révolutionnaires par la loi du 19 vendémiaire an IV (11 octobre 1795) qui porte création de 12 arrondissements, la présente section est maintenue comme subdivision administrative, puis devient, par arrêté préfectoral du 10 mai 1811, le quartier Saint-Martin-des-Champs (6e arrondissement de Paris).